# امی اوکودا
 امی کی اوکودا  (به انگلیسی: Amy Kei Okuda) (زاده ۶ مارس۱۹۸۹) بازیگر آمریکایی است.او نیز در سریال اتیپیک اشاره کرد.

## زندگی و حرفه ای
اوکودا در تورانس کالیفرنیا متولد شد. او از پنج سالگی به بسکتبال علاقه داشت. او از کلاس هفتم شروع به شرکت در کلاس رقص کرد و چند سال بعد پا به عرصه بازیگر گذاشت.
او در سال ۲۰۰۷ اولین نقش مهم خود را در مجموعه تلویزیونی کالیفرنیکیشن ایفا کرد. اوکودا همچنین در سال ۲۰۰۷ نقش تینکربلا در مجموعه تلویزیونی تیم بازی کرد.